# Acacías
Acacías is een gemeente in het Colombiaanse departement Meta. De gemeente telt 54.753 inwoners (2005).
De kleine tetra (vis) Hyphessobrycon acaciae is hier gevonden en vernoemd naar de gemeente.

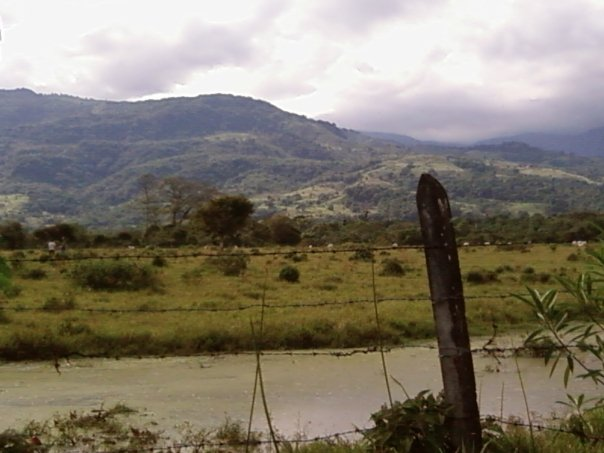
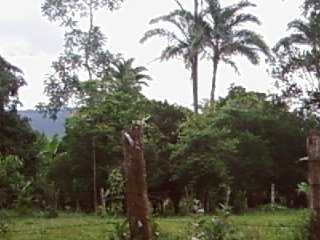
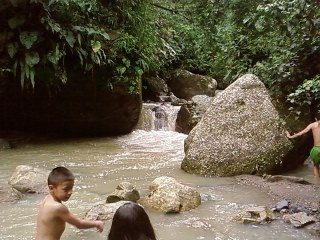

- Library of Congress Control Number: nr97022603
- Virtual International Authority File: 142347450
- WorldCat: E39PBJrrqxycwQjxCFKxVkQH4q

Acacías · Barranca de Upía · Cabuyaro · Castilla la Nueva · Cubarral · Cumaral · El Calvario · El Castillo · El Dorado · Fuente de Oro · Granada · Guamal · La Macarena · Lejanías · Mapiripán · Mesetas · Puerto Concordia · Puerto Gaitán · Puerto Lleras · Puerto López · Puerto Rico · Restrepo · San Carlos de Guaroa · San Juan de Arama · San Juanito · San Martín · Uribe · Villavicencio · Vista Hermosa